# Werden – Jahrbuch für die Gewerkschaften
Das werden – Jahrbuch für die Gewerkschaften ist eine derzeit von der einblick Verlagsgesellschaft produzierte, dem Deutschen Gewerkschaftsbund (DGB) nahestehende Publikation in Form eines Jahrbuchs. werden erscheint jährlich seit 1958 und richtet sich mit sozialen, politischen und ökonomischen Themen an Entscheidungsträger bei den Sozialpartnern, in der Politik sowie an Medienvertreter.